# Villa Dolores
Villa Dolores è una città della provincia di Cordoba, in Argentina, ubicata nella zona sud ovest della provincia, nella valle di Traslasierra, con una popolazione di circa 40 000 abitanti nel 2012.
Anche se è una delle più piccole città della provincia di Cordoba, molte altre città si rivolgono a Villa Dolores per la sua grande esportazione di patate. Il consumo di vino è anche importante per il suo percorso di importazione dalla capitale del vino in Argentina, Mendoza.

## Economia

### Turismo
Il turismo è una delle maggiori risorse di Villa Dolores visto che la città è molto visitata in alta stagione (gennaio - febbraio), la bellezza del suo paesaggio, la tranquillità dei luoghi ed i panorami delle montagne che la circondano. È nota anche per i suoi fiumi che scorrono nascosti, provenienti dalle pendici delle vicine montagne. Il più noto di questi è La Piedra Pintada.